# Dictyoceratida
I Dittioceràtodi (Dictyoceratida Minchin, 1900) sono un ordine di spugne della classe Demospongiae.

## Tassonomia
Comprende le seguenti famiglie:
- Dysideidae Gray, 1867
- Irciniidae Gray, 1867
- Spongiidae Gray, 1867
- Thorectidae Bergquist, 1978
- Verticillitidae Steinmann, 1882

### Alcune specie

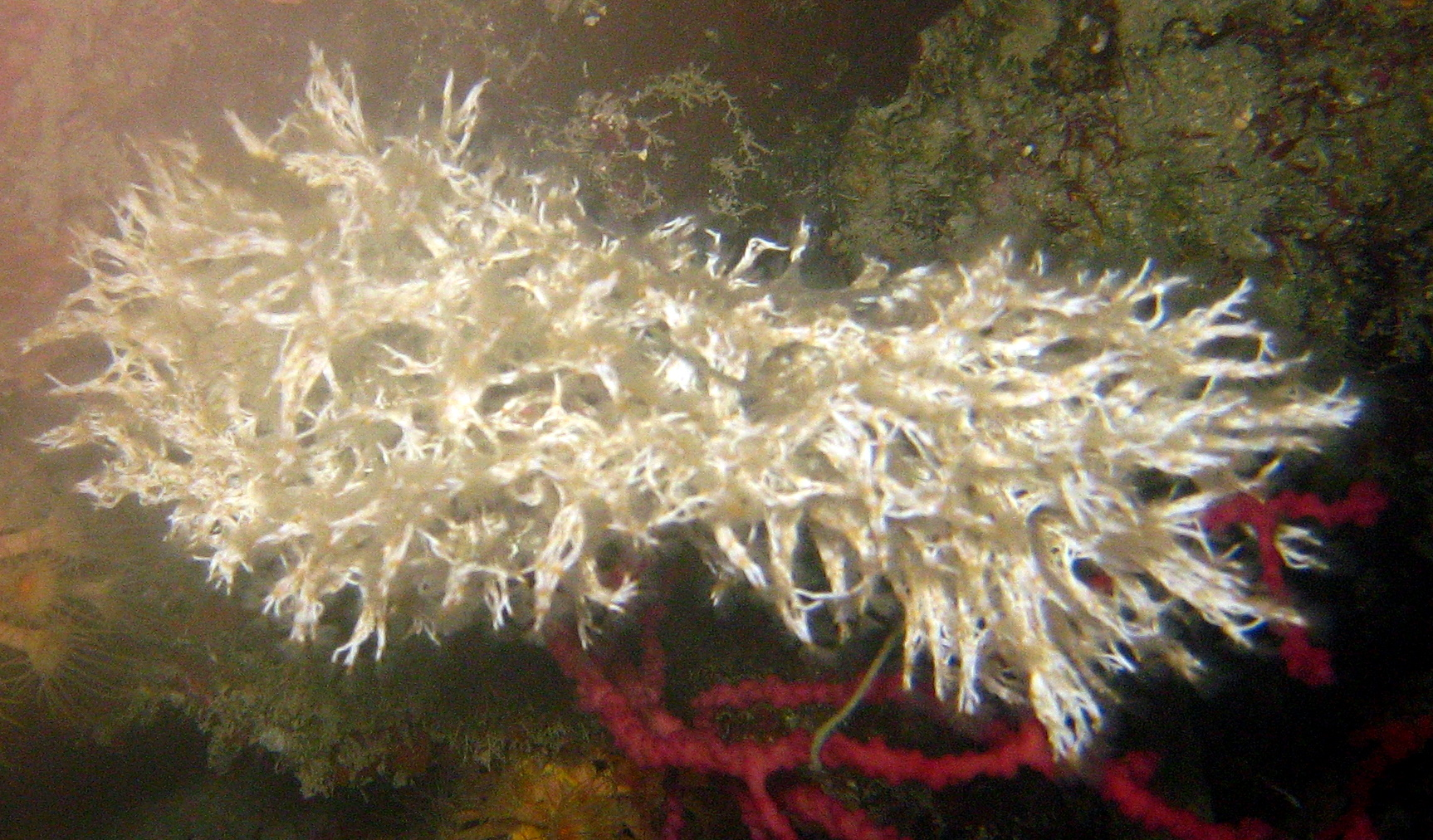
Filograna implexa (Dysideidae)
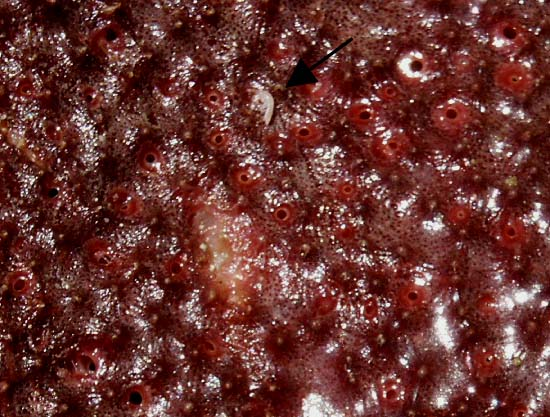
Ircinia campana (Irciniidae)
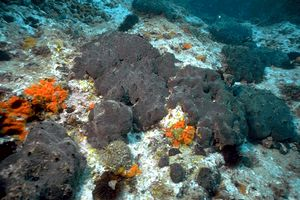
Spongia officinalis (Spongiidae)
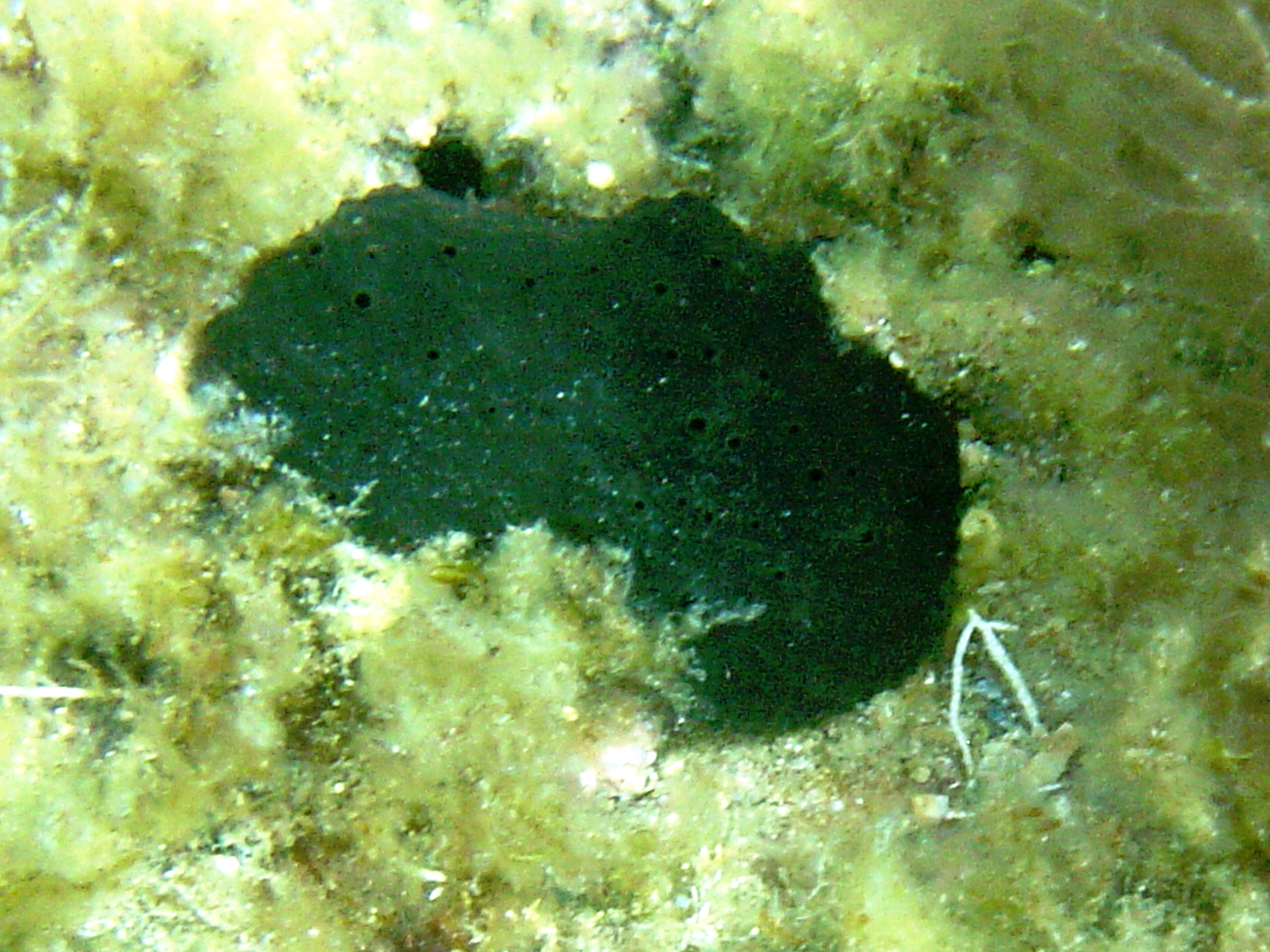
Scalarispongia scalaris (Thorectidae)